# Маршали (музичка група)
Маршали су српска музичка група из Бечеја. Жанровски се најчешће сврстава у поп рок.

## Историја
Група Маршали је основана почетком 2023. године. Поставу групе чине Страхиња Танасијин (вокал, ритам-гитара), Катарина Пивнички (соло гитара, пратећи вокал), Душан Ивановић (бас-гитара), Матеја Стражмештеров (клавијатуре) и Немања Радосављевић (бубањ, пратећи вокал). Проглашени су за најбољи средњошколски бенд на такмичењу Рок сербика, одржаном у новембру 2023. године. Учествовали су на фестивалу Песма за Евровизију 2025. године.

## Чланови

### Садашњи
- Страхиња Танасијин — вокал, ритам-гитара
- Катарина Пивнички — соло гитара, пратећи вокал
- Душан Ивановић — бас-гитара
- Матеја Стражмештеров — клавијатуре
- Немања Радосављевић — бубањ, пратећи вокал

### Бивши
- Огњен Спајић — соло гитара

## Дискографија

### Синглови
- Пловидба (2023)
- Речи (2023)
- Љубавне промаје (2024)
- Каћина (2024)
- По полицама сећања (2025)

## Учешћа на фестивалима
- 2025 — Песма за Евровизију ’25, с песмом По полицама сећања (освојено 9. место)[7][8]